# Level5 Stadium
Le Level5 Stadium (レベルファイブスタジアム, Reberu Faibu Sutajiamu), aussi connu sous le nom de Stade Best Denki son ancien nom de Hakatanomori Football Stadium est un stade situé dans l'arrondissement de Hakata-ku à Fukuoka au Japon.

## Structure et équipements

### Capacité
Le stade a une capacité de 22 563 places.

### Équipements
Le terrain de jeu est constitué d'une pelouse naturelle de 144 m sur 80 m de large. 